# Залишкова деформація
Залишко́ва деформа́ція (англ. residual strain) — деформація, що залишається після усунення навантаження, яке її викликало.
Залишкова деформація з'являється у твердому тілі при перевищенні механічного напруження у ньому величини, що відповідає границі пружності. Це напруження за видом може бути як розтягу/стискання (нормальне напруження), так і зсуву (дотичне напруження) а відповідно, залишкова деформація — як розтягу/стискання, так і зсуву.
Залишкова деформація може виражатись в абсолютних значеннях (абсолютне видовження/стиснення або кут зсуву) та у відносних величинах (збільшення довжини або лінійного розміру, виражене у процентах від початкової довжини чи лінійного розміру).
Причиною виникнення залишкової деформації після зняття навантаження може бути прояв пластичності матеріалу, а також зміна його об'єму (густини) при навантажуванні в результаті утворення (розкриття) чи зникнення (закриття) пустот (пор, тріщин тощо).
Пластична деформація — складова залишкової деформації, що не викликає зміни об'єму
За особливостями прояву пластична деформація може бути миттєвою (власне пластичною, незалежною від часу) або в'язкопластичною (залежною від часових факторів при навантажуванні, тобто пов'язаною з проявом в'язких властивостей матеріалу).
За величиною залишкової деформації дослідних зразків після руйнування в умовах розтягу судять про деформівність матеріалів. Залежно від величини залишкового відносного видовження при розриві всі матеріали умовно поділяють на пластичні та крихкі. До дуже пластичних матеріалів належать мідь, алюміній, латунь, маловуглецева сталь (δ >20 %). Менше пластичними є дюралюміній та бронза (10 %> δ >20 %), а малопластичними є більшість легованих сталей (5 %> δ >10 %).
До крихких належать матеріали (чавун, загартовані сталі), для яких δ <2…5 %; а для дуже крихких (кераміка) відносне видовження може дорівнювати навіть долям відсотків. 